# Coppa del Generalissimo 1952
La Copa del Generalísimo 1952 fu la 48ª edizione della Coppa di Spagna. Il torneo iniziò il 17 aprile e si concluse il 25 maggio 1952. La finale si disputò allo Stadio Chamartín di Madrid dove il Barcellona conquistò il suo undicesimo titolo.

## Squadre partecipanti

### Primera División

#### 12 squadre
| - Athletic Bilbao - Atlético Madrid - Barcellona - Celta Vigo - Deportivo La Coruña | - Espanyol - Real Madrid - Real Saragozza - Real Sociedad - Siviglia | - Valencia - Real Valladolid |

### Segunda División

#### 2 squadre
| - Malaga - Real Oviedo |

## Primo turno
|                 | Risultato |                     | Andata | Ritorno | Spareggio |  |
| --------------- | --------- | ------------------- | ------ | ------- | --------- |  |
| Real Valladolid | 9 - 5     | Deportivo La Coruña | 6 - 2  | 3 - 3   |           |  |
| Atlético Madrid | 3 - 9     | Barcellona          | 2 - 4  | 1 - 5   |           |  |
| Siviglia        | 3 - 3     | Valencia            | 3 - 1  | 0 - 2   | 1 - 3     |  |
| Celta Vigo      | 2 - 5     | Real Madrid         | 2 - 3  | 0 - 2   |           |  |
| Athletic Bilbao | 3 - 4     | Real Saragozza      | 3 - 0  | 0 - 4   |           |  |
| Espanyol        | 1 - 1     | Real Sociedad       | 0 - 0  | 1 - 1   | 2 - 4     |  |

## Quarti di finale
|                | Risultato |                 | Andata | Ritorno | Spareggio |  |
| -------------- | --------- | --------------- | ------ | ------- | --------- |  |
| Real Sociedad  | 6 - 2     | Real Valladolid | 0 - 0  | 1 - 1   | 1 - 2     |  |
| Malaga         | 1 - 13    | Barcellona      | 0 - 7  | 1 - 6   |           |  |
| Real Madrid    | 7 - 3     | Real Oviedo     | 6 - 3  | 1 - 0   |           |  |
| Real Saragozza | 3 - 6     | Valencia        | 1 - 3  | 2 - 3   |           |  |

## Semifinali
|            | Risultato |                 | Andata | Ritorno |  |
| ---------- | --------- | --------------- | ------ | ------- |  |
| Valencia   | 3 - 2     | Real Madrid     | 2 - 1  | 1 - 1   |  |
| Barcellona | 6 - 3     | Real Valladolid | 5 - 0  | 1 - 3   |  |

## Finale
| Arbitro: | Andrés Rivero |

|                                           |           |                |
| Basora 40’ Vila 72’ Kubala 96’ Cesar 119’ | Marcatori | 1’ 28’ Badenes |